# Dybt vand
 Denne artikel omhandler en tv-thriller. For andre betydninger af ordet "Dybt vand", se Dybt vand (flertydig).
Dybt vand er en dansk thriller-serie fra 1999, instrueret af Ole Bornedal. Den blev vist som mini-tv-serie i to afsnit, sendt på DR1 i samme år. Filmen handler om en mand (spillet af Jens Jørn Spottag) der involveres i en række dystre problemer og synker dybere ned, hver gang han har prøvet at dække over det forrige problem. Samtidig er det en historie der skildrer konsekvenserne af at anklage en bys siddende elite for beskidt spil og det endelige resultat heraf.

## Medvirkende
- Jens Jørn Spottag
- Lotte Andersen
- Henning Moritzen
- Søren Sætter-Lassen
- Gerda Gilboe
- Gyrd Løfqvist
- Ulf Pilgaard
- Isa Holm
- Ditte Gråbøl
- Bjarne Henriksen
- Niels Anders Thorn
- Ulrich Thomsen
- Daimi Gentle
- Kjeld Nørgaard
- Marina Bouras
- Jens Arentzen
- Gordon Kennedy
- Beate Bille